# Гаррі Стром
Гаррі Стром (англ. Harry Strom; нар. 7 липня 1914, Бердет, Альберта — †2 жовтня 1984, Едмонтон, Альберта) — фермер, політичний діяч і 9-й прем'єр канадської провінції Альберта.

## Політична кар'єра
В 1955 року Стром був обраний в Законодавчу палату провінції Альберти — Соціал Кредит партія Альберти. В роках 1962 до 1968 став міністром сільського господарства, став міністром муніципальних справ у 1968.
В році 1968 Стром очолив цю політичну силу Соціал Кредит партія Альберти (англ. Social Credit Party of Alberta) і обійняв посаду прем'єр Альберти.
Серед вагомих досягнень Стром на посаді глави уряду -створення
- «Кор Альбертської Служб» (англ. Alberta Service Corps)
- Киндергартенські прогарами в місті Едмонтоні й Калгарі.
- Підставив «Атабаска університет» (англ. Athabasca University)
- «ACCESS Television» суспільне телебачення
- «Альбертський алкоголізм і медикамент зловживання»
- Відділ міжнаурядових справ
- 'Міністр Довкілля"

1971 року Стром програв виборах до Петер Лахід і Прогресивно Консервативної партії Альберти. Під час р. 1935 Суспільний Кредит партія Альберти було уряд Альберти.
Стром пішов у відставку в році 1975 і повернусь до ферми. Він помер в р. 1984.

## Джерело
1. Bradford, J. Rennie., Alberta Premiers of the Twentieth Century, 2004, Canadian Plains Research Center, University of Regina, |isbn=0-88977-151-0. (англ.)
2. Perry, Sandra E. and Craig, Jessica J. «The Mantle of Leadership : Premiers of the Northwest Territories and Alberta», 2006, Legislative Assembly of Alberta, |isbn=0-9689217-2-8. (англ.)